# 川中大樹
川中 大樹（かわなか ひろき、1968年 -）は、日本の小説家・推理作家。神奈川県生まれ。慶應義塾大学経済学部卒業。
メーカー、不動産会社、広告プロダクションなどを経て、2011年、「サンパギータ」で第15回日本ミステリー文学大賞新人賞を受賞（同時受賞に前川裕『クリーピー』）。2012年、同作を『茉莉花（サンパギータ）』と改題しデビュー。

## 作品リスト
- 茉莉花（サンパギータ）（2012年2月 光文社 / 2014年3月 光文社文庫）
- ラストボール（2013年3月 光文社）
- 私刑（2015年2月 光文社）